# Гидромедузы
Это статья о роде черепах. Гидромедузами также называют медуз представителей класса гидроидных.

Гидромедузы (лат. Hydromedusa) — род черепах из семейства змеиношеих (Chelidae), выделяемый в монотипное подсемейство Hydromedusinae. Длина карапакса 17—25 см. Шея очень длинная, длиннее карапакса. На передних ногах по 4 когтя. Обитают в пресных водоёмах, ведут ночной образ жизни. Питаются рыбой и беспозвоночными.

## Таксономия и распространение
Род включает 2 вида:
- Hydromedusa maximiliani — бразильская гидромедуза
- Hydromedusa tectifera — аргентинская гидромедуза, или змеиношеяя черепаха

Виды рода распространены в южной части Южной Америки: первый — эндемик юго-восточной Бразилии, второй представлен в Уругвае, на северо-востоке Аргентины, востоке Парагвая и юго-востоке Бразилии.